# Rijkswegen in Nederland
In Nederland worden rijkswegen onderhouden door Rijkswaterstaat in opdracht van het Rijk. Rijkswaterstaat is tevens verantwoordelijk voor de aanleg van nieuwe rijkswegen, hetgeen zij doen op basis van een tracébesluit dat door de minister van Infrastructuur en Waterstaat is genomen. In 2017 had Nederland in totaal 5357 km rijksweg. Diverse oorspronkelijke rijkswegen zijn overgedragen aan provincies en gemeenten. Het huidige netwerk van Rijkswegen wordt ook aangeduid als het hoofdwegennet.
Een rijksweg kan zowel een reguliere weg, een autoweg of een autosnelweg zijn.
De naam Rijksweg komt in Nederland vrij veel voor als straatnaam van wegen die een rijksweg zijn (of het ooit waren). Dit kan tot een dubbelzinnigheid leiden: "Rijksweg 30" kan duiden op de rijksweg met nummer 30, dat is een autosnelweg tussen Ede en Barneveld, maar ook op het pand met huisnummer 30 aan een straat die Rijksweg heet.

## Geschiedenis
In 1810 maakte Napoleon als eerste werk van een samenhangend rijkswegennet. Er werd een plan opgesteld voor een netwerk van rijkswegen, ingedeeld in verschillende klassen. De wegen van de 1e en 2e klasse werden door de staat aangelegd, de aanleg van de overige wegen door de lagere overheden. In 1821 omvatte het Rijkswegennet zo'n 500 km weg, die in de daaropvolgende decennia vrijwel geheel werd bestraat.
Het zou honderd jaar duren voordat het rijkswegennet verder zou worden uitgebreid. Minister Lely voorzag als eerste een grote toekomst voor de automobiel. In 1915 stelde Lely voor de belangrijkste en drukste verbindingen te verbeteren. Door de uitgebroken Eerste Wereldoorlog strandde zijn voorstel door benzine- en geldgebrek.
In 1927 werd een nieuw rijkswegenplan vastgesteld. Dit plan voorzag in een aanzienlijke uitbreiding van het aantal rijkswegen en verbetering van de belangrijkste rijkswegen. Dit was hard nodig. De meeste rijkswegen waren drie meter breed en werden gebruikt voor fietsers, automobielen, trams en paarden. In 1932 werd het rijkswegenplan herzien. Dit rijkswegenplan voorzag nog niet in de aanleg van snelwegen. In 1933 werd echter tot de aanleg van de allereerste snelweg besloten: de rijksweg 12 van Den Haag naar Utrecht.
Enkele jaren later, in 1936, werd door Rijkswaterstaat een aantal belangrijke rijkswegen aangewezen als autosnelweg. Deze wegen moesten zo snel mogelijk worden aangepast. In 1938 werd het autosnelwegenplan opgenomen in het rijkswegenplan. In de volgende decennia werden steeds meer rijkswegen uitgevoerd als autosnelweg.
In 1976 werd op de rijkswegen wegnummering ingevoerd. Autosnelwegen kregen een A-nummer, Niet-autosnelwegen een N-nummer. De administratieve nummers weken vaak af van het wegnummer. De A28 bijvoorbeeld bestond uit de administratieve wegen 32, 36 en 37. In 1984 werden de administratieve nummers zo veel mogelijk gelijk getrokken met de wegnummers.

### Geschiedenis van autosnelwegen
Op 15 april 1937 werd tussen Voorburg en Zoetermeer de eerste autosnelweg in Nederland feestelijk geopend. Deze weg was gemaakt van betonplaten. In de jaren die volgden kreeg de aanleg van autosnelwegen een belangrijke rol in de mobiliteitsplannen. In 1938 reden er al ongeveer 90.000 auto's op de weg. 
De eerste file op een autosnelweg stond op eerste Pinksterdag 1955. 
In 1965 wordt de Van Brienenoordbrug over de Nieuwe Maas geopend. 
In de winter van 1973/'74 zijn er autoloze zondagen: autoverkeer is verboden op alle wegen wegens het tekort aan olie en de beperkte beschikbaarheid van benzine. 
In 1985 werd op het Prins Clausplein de eerste fly-over in gebruik genomen. 
In 1986 werd bij Woeste Hoeve het eerste ecoduct aangelegd. 
In 1996 nam men de eerste grote regionale verkeerscentrale in gebruik, waarna er nog vier andere samen met een landelijke verkeerscentrale volgden. 
In 1997 werd de eerste spitsstrook aangelegd.

## Nummering

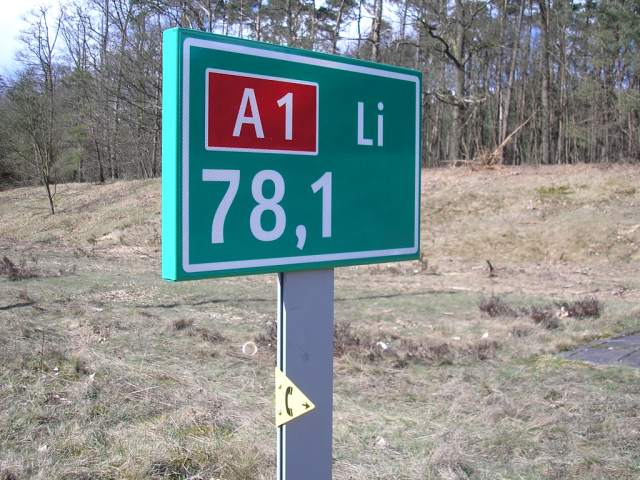
hectometerpaaltje van Rijkswaterstaat

Rijkswegen zijn doorgaans te herkennen aan een wegnummer met een N (weg of autoweg) of A (autosnelweg). Rijkswegen zijn ook herkenbaar aan het hectometerpaaltje.
In vrijwel alle gevallen is het A/N-nummer gelijk aan het rijkswegnummer. Een van de uitzonderingen is de A/N18. Deze weg maakt namelijk deel uit van Rijksweg 15. Die is ontstaan omdat in de jaren negentig is afgezien van het doortrekken van de A15 naar Zevenaar. Daarop is het deel van Rijksweg 15 in de Achterhoek omgenummerd naar A/N18. Een andere bijzonderheid doet zich voor op de A29. Die maakt deel uit van zowel Rijksweg 4 als Rijksweg 29.

## Bewegwijzering
Sinds 1 januari 2004 verzorgt het bedrijf Tebodin de bewegwijzering van het rijkswegennet tot 2007. Tebodin heeft de openbare aanbesteding gewonnen van de ANWB die tot 2004 jarenlang verantwoordelijk was voor de bewegwijzering. Het contract met Tebodin is daarna verlengd met 1 jaar tot eind 2008, waarna een nieuwe aanbesteding is geweest. Ook deze aanbesteding is gewonnen door Tebodin, ditmaal tot eind 2010. Op de overige wegen is de ANWB nog wel verantwoordelijk voor de bewegwijzering.

## Lijst van Nederlandse Rijkswegen

### Planwegen
- Rijksweg 1: A1 Amsterdam - Oldenzaal - Duitse Grens
- Rijksweg 2: A2/N2 Amsterdam - Maastricht - Belgische Grens
- Rijksweg 3: N3 Papendrecht - Dordrecht
- Rijksweg 4:
  - A4 Amsterdam - Pernis
  - A29 Klaaswaal - Dinteloord
  - A4 Dinteloord - Belgische Grens
- Rijksweg 5: A5 Hoofddorp - Badhoevedorp - Westpoort - A10
- Rijksweg 6: A6 Muiderberg - Joure
- Rijksweg 7: A7/N7 Zaanstad - Afsluitdijk - Groningen - Duitse Grens
- Rijksweg 8: A8 Amsterdam - Zaandam
- Rijksweg 9: A9/N9 De Kooy - Diemen
- Rijksweg 10: A10 Ringweg Amsterdam
- Rijksweg 11: N11 Leiden - Bodegraven
- Rijksweg 12: A12 Den Haag - Arnhem - Duitse Grens
- Rijksweg 13: A13 Rijswijk - Rotterdam
- Rijksweg 14: N14 Leidschendam - Den Haag
- Rijksweg 15:
  - A15/N15 Maasvlakte - Bemmel
  - A18/N18 Zevenaar - Enschede
- Rijksweg 16: A16 Rotterdam - Breda - Belgische Grens
- Rijksweg 17: A17 Moerdijk - Roosendaal
- Rijksweg 20: A20 Maasdijk - Gouda
- Rijksweg 22: A22 Beverwijk - IJmuiden
- Rijksweg 24: A24 Rozenburg - Vlaardingen
- Rijksweg 27: A27 Almere - Breda
- Rijksweg 28: A28 Utrecht - Groningen
- Rijksweg 29: A29 Rotterdam - Klaaswaal - (Dinteloord, zie Rijksweg 4)
- Rijksweg 30: A30 Barneveld - Ede
- Rijksweg 31: A31/N31 Zurich - Drachten
- Rijksweg 32: A32/N32 Meppel - Leeuwarden
- Rijksweg 33: N33 Eemshaven - Assen
- Rijksweg 35: A35/N35 Zwolle - Enschede - Duitse Grens
- Rijksweg 36: N36 Ommerkanaal - Almelo
- Rijksweg 37: A37 Hoogeveen - Klazienaveen - Duitse grens
- Rijksweg 38: A38 Ridderkerk - Knooppunt Ridderkerk-Noord
- Rijksweg 44: A44/N44 Den Haag - Nieuw-Vennep
- Rijksweg 48: N48 Hoogeveen - Ommen
- Rijksweg 50: A50/N50 Emmeloord - Eindhoven
- Rijksweg 57: N57 Rozenburg - Middelburg
- Rijksweg 58: A58 Vlissingen - Eindhoven
- Rijksweg 59: A59/N59 Serooskerke - Oss
- Rijksweg 61: N61 Schoondijke - Terneuzen
- Rijksweg 65: A65/N65 Knooppunt Vught - Tilburg
- Rijksweg 67: A67 Belgische Grens - Eindhoven - Venlo - Duitse grens
- Rijksweg 73: A73 Knooppunt Ewijk - Venlo - Knooppunt Het Vonderen
- Rijksweg 74: A74 Knooppunt Tiglia - Duitse grens
- Rijksweg 76: A76 Belgische Grens - Geleen - Heerlen - Duitse Grens
- Rijksweg 77: A77 Boxmeer - Duitse Grens
- Rijksweg 79: A79 Maastricht - Heerlen
- Rijksweg 99: N99 De Kooy - Den Oever

### Planvervangende wegen
- Rijksweg 200: A200/N200 gedeelte Amsterdam - Haarlem
- Rijksweg 205: N205
- Rijksweg 708: A208 tussen IJmuiden en Santpoort-Noord
- Rijksweg 769: N69 Eindhoven - Valkenswaard
- Rijksweg 772: N271 Blerick - Roermond
- Rijksweg 773: N273 Venlo - Belgische grens
- Rijksweg 783: Knooppunt Neerbosch - Nijmegen (zijtak A73)
- Rijksweg 834: N34 Witte Paal - Ommen
- Rijksweg 835: N35 Zwolle - Almelo
- Rijksweg 838: N50 gedeelte Kampen - Knooppunt Emmeloord
- Rijksweg 915: Ridderkerk - Alblasserdam (brug over de Noord)

## In aanleg
- A16 Rotterdam Verlenging A16 (Terbregseplein - A13)

## Voormalige rijkswegen
- N34: Witte Paal - De Punt (overgedragen aan de provincies Drenthe en Overijssel, wegnummer gelijk gebleven, rijksweg 834 bestaat nog wel als N34 tussen Ommen en Witte Paal)
- N41: Groningen - Delfzijl (overgedragen aan de provincie Groningen, nu N360).
- N46: Knooppunt Euvelgunne (Groningen) - Eemshaven (overgedragen aan de provincie Groningen, wegnummer gelijk gebleven)
- N48: Arnhem - Ommen (overgedragen aan de provincies Gelderland en Overijssel, nu A348/N348).
- N52: Arnhem - Nijmegen - Duitse grens (overgedragen aan de provincie Gelderland, nu A325/N325).
- N60: Kruiningen - Hulst (overgedragen aan de provincie Zeeland, nu N290 en N689).
- N271: Malden - Venlo - Maasbracht
- N274: Schinveld - Koningsbosch (deel van een Nederlandse provinciale weg over Duits gebied, ook wel 'Tractaatweg' of 'neutrale weg' genoemd; op 25 februari 2002 overgedragen aan Duitsland).

## Verwante onderwerpen
- Rijksstraatweg
- Rijkswegenplan